# Saint-Juvin
Saint-Juvin è un comune francese di 118 abitanti situato nel dipartimento delle Ardenne nella regione del Grand Est.

## Società

### Evoluzione demografica
Abitanti censiti